# Lopesia tibouchinae
Lopesia tibouchinae är en tvåvingeart som beskrevs av Maia 2004. Lopesia tibouchinae ingår i släktet Lopesia och familjen gallmyggor. Inga underarter finns listade i Catalogue of Life.